# Międzyzdroje (album)
Międzyzdroje – album muzyczny polskiej grupy Lady Pank, wydany w 1996.
Płyta zawiera lżejszy, niż dotychczas grany przez zespół repertuar. Większość utworów na albumie utrzymanych jest w konwencji rockowej lub pop-rockowej. Grupa odeszła od ostrych, wręcz heavymetalowych brzmień. Muzyka na Międzyzdrojach jest spokojna, utrzymana w letnich, wakacyjnych klimatach.

## Lista utworów
1. „Czy czujesz jak” (muz. J. Borysewicz; sł. J. Panasewicz) – 3:49
2. „Wolności głos” (muz. J. Borysewicz; sł. J. Panasewicz) – 4:17
3. „Nikt nie umie tak jak ty” (muz. J. Borysewicz; sł. J. Panasewicz) – 3:22
4. „Piąta rano” (muz. J. Borysewicz; sł. J. Panasewicz) – 4:15
5. „Hotel Polska” (muz. J. Borysewicz; sł. J. Panasewicz) – 3:39
6. „Nie chcę litości” (muz. J. Borysewicz; sł. J. Panasewicz) – 4:55
7. „Taka wyspa” (muz. J. Borysewicz; sł. J. Panasewicz) – 4:50
8. „Odjeżdżałem z nią” (muz. J. Borysewicz; sł. J. Panasewicz) – 3:51
9. „Idą złodzieje” (muz. J. Borysewicz; sł. J. Panasewicz) – 3:52
10. „Międzyzdroje” (muz. J. Borysewicz) – 4:00

bonus BOX 2007
1. „Byś imię miał” (muz. J. Borysewicz; sł. J. Panasewicz) – 4:54
2. „Choćby nie wiem co” (muz. J. Borysewicz; sł. R. Gawliński) – 6:04
3. „Spotkanie z diabłem” (muz. K. Klenczon; sł. A. Takliński, P. Bielawski) – 3:27

## Muzycy
- Jan Borysewicz – gitara, gitara solowa, wokal
- Janusz Panasewicz – wokal
- Kuba Jabłoński – perkusja
- Krzysztof Kieliszkiewicz – gitara basowa
- Andrzej Łabędzki – gitara

gościnnie:
- Wojtek Olszak – instrumenty klawiszowe
- Anna Bukowska – wiolonczela
- Mariusz Patyra – skrzypce
- Monika Patyra – skrzypce
- Roman Protasik – altówka

## Produkcja
- Realizacja nagrań: Włodzimierz Kowalczyk
- Projekt graficzny: Katarzyna Mrożewska studio VAN ART
- Zdjęcia: Beata Wielgosz
- Produkcja i dystrybucja: Starling S.A